# ライヴ・イン・ニューヨーク・シティ
『ライヴ・イン・ニューヨーク・シティ』(英語: Live in New York City)は、1986年に発売されたジョン・レノンのライブ・アルバム。

## 概要
1972年8月30日、ジョンと夫人のオノ・ヨーコがニューヨークのマディソン・スクエア・ガーデンで行った「ワン・トゥ・ワン」コンサートでのライヴ音源が収録されている。当日は午後と夜の2回公演だった。実際のライヴではヨーコもソロで何曲か歌ったり、叫び声などをつけたりしていたがそれらは編集によりカットされている。
本作はビートルズ解散後にジョン・レノンが行った数少ないライヴを収録した点で貴重なものであり、レノン自身にとってもビートルズが1966年にライヴ活動を辞めて以来の（そして結果的に最後の）フル・ライヴであった。
なお、同名のビデオもリリースされており（邦題『ジョン･レノン・ライヴ』）、ミリタリーシャツ（US ARMY OG107）を身にまとい、青い丸形サングラスをかけたジョンが、ギブソン・レスポール・ジュニア（改造モデル）や電気ピアノを演奏する姿が見ることができる。こちらにはヨーコの歌「シスターズ・オー・シスターズ」や叫び声も収録されている。
1992年にはスティーヴィー・ワンダー等の演奏を含む、当時テレビ放映用に編集されたものがビデオ発売された。どちらもDVDソフト化されていないが、日本においては21世紀に入ってから衛星放送で数回放映されている。
2023年現在、音源盤は廃盤で配信・ストリーミング共に行われていない。

## 収録曲

### Side 1
1. ニューヨーク・シティ - New York City
2. イッツ・ソー・ハード - It's So Hard
3. 女は世界の奴隷か! - Woman Is The Nigger Of The World
4. ウェル・ウェル・ウェル - Well Well Well
5. インスタント・カーマ - Instant Karma (We All Shine On)

### Side 2
1. 母 - Mother
2. カム・トゥゲザー - Come Together
3. イマジン - Imagine
4. 冷たい七面鳥 - Cold Turkey
5. ハウンド・ドッグ - Hound Dog
6. 平和を我等に - Give Peace A Chance

## レコーディング・メンバー
- ジョン・レノン - ボーカル、リズム・ギター、キーボード
- オノ・ヨーコ - キーボード
- ジム・ケルトナー - ドラムス

他